# Giamaica ai Giochi della XXX Olimpiade
La Giamaica ha partecipato ai Giochi della XXX Olimpiade di Londra, che si sono svolti dal 27 luglio al 12 agosto 2012, con una delegazione di 49 atleti.
Il portabandiera nella cerimonia di apertura è stato il velocista Usain Bolt.

## Partecipanti
| Sport            | Uomini | Donne | Totale |
| ---------------- | ------ | ----- | ------ |
| Atletica Leggera | 23     | 24    | 47     |
| Equitazione      | 0      | 1     | 1      |
| Nuoto            | 0      | 1     | 1      |
| Taekwondo        | 1      | 0     | 1      |
| Totale           | 24     | 26    | 50     |

## Atletica leggera
| Q | Qualificato al turno successivo per la posizione in qualificazione                                                           |
| q | Qualificato per il turno successivo per ripescaggio o, negli eventi su campo, conquistando la misura minima per qualificarsi |

### Maschile
Eventi di corsa su pista e strada
| Atleta                                                                              | Evento            | Batteria  | Batteria  | Quarti di finale | Quarti di finale | Semifinale      | Semifinale      | Finale          | Finale          |
| Atleta                                                                              | Evento            | Risultato | Posizione | Risultato        | Posizione        | Risultato       | Posizione       | Risultato       | Posizione       |
| ----------------------------------------------------------------------------------- | ----------------- | --------- | --------- | ---------------- | ---------------- | --------------- | --------------- | --------------- | --------------- |
| Yohan Blake                                                                         | 100 m             | Bye       | Bye       | 10"00            | 1° Q             | 9"85            | 1° Q            | 9"75            |                 |
| Yohan Blake                                                                         | 200 m             | 20"38     | 1° Q      | N.D.             | N.D.             | 20"01           | 1° Q            | 19"44           |                 |
| Usain Bolt                                                                          | 100 m             | Bye       | Bye       | 10"09            | 1° Q             | 9"87            | 1° Q            | 9"63            |                 |
| Usain Bolt                                                                          | 200 m             | 20"39     | 1° Q      | N.D.             | N.D.             | 20"18           | 1° Q            | 19"32           |                 |
| Roxroy Cato                                                                         | 400 m ostacoli    | 50"22     | 5°        | N.D.             | N.D.             | non qualificato | non qualificato | non qualificato | non qualificato |
| Jermaine Gonzales                                                                   | 400 m             | 46"21     | 6°        | N.D.             | N.D.             | non qualificato | non qualificato | non qualificato | non qualificato |
| Leford Green                                                                        | 400 m ostacoli    | 49"30     | 2° Q      | N.D.             | N.D.             | 48"61           | 2° Q            | 49"12           | 7°              |
| Dane Hyatt                                                                          | 400 m             | 45"14     | 4° q      | N.D.             | N.D.             | 45"59           | 6°              | non qualificato | non qualificato |
| Rusheen McDonald                                                                    | 400 m             | 46"67     | 4°        | N.D.             | N.D.             | non qualificato | non qualificato | non qualificato | non qualificato |
| Hansle Parchment                                                                    | 110 m ostacoli    | 13"32     | 2° Q      | N.D.             | N.D.             | 13"14           | 2° Q            | 13"12           |                 |
| Richard Phillips                                                                    | 110 m ostacoli    | 13"47     | 5° q      | N.D.             | N.D.             | DNF             | DNF             | non qualificato | non qualificato |
| Asafa Powell                                                                        | 100 m             | Bye       | Bye       | 10"04            | 1° Q             | 9"94            | 3° q            | 11"99           | 8°              |
| Andrew Riley                                                                        | 110 m ostacoli    | 13"59     | 5°        | N.D.             | N.D.             | non qualificato | non qualificato | non qualificato | non qualificato |
| Josef Robertson                                                                     | 400 m ostacoli    | 49"98     | 5°        | N.D.             | N.D.             | non qualificato | non qualificato | non qualificato | non qualificato |
| Warren Weir                                                                         | 200 m             | 20"29     | 1° Q      | N.D.             | N.D.             | 20"28           | 2° Q            | 19"84           |                 |
| Kemar Bailey-Cole Yohan Blake Usain Bolt Nesta Carter Michael Frater Asafa Powell   | Staffetta 4×100 m | 37"39     | 1° Q      | N.D.             | N.D.             | N.D.            | N.D.            | 36"84           |                 |
| Jermaine Gonzales Riker Hylton Dane Hyatt Rusheen McDonald Errol Nolan Edino Steele | Staffetta 4×400 m | DNF       | DNF       | N.D.             | N.D.             | N.D.            | N.D.            | non qualificati | non qualificati |

Eventi su campo
| Atleta        | Evento           | Qualifica | Qualifica | Finale          | Finale          |
| Atleta        | Evento           | Distanza  | Posizione | Distanza        | Posizione       |
| ------------- | ---------------- | --------- | --------- | --------------- | --------------- |
| Damar Forbes  | Salto in lungo   | 7,79 m    | 19°       | non qualificato | non qualificato |
| Jason Morgan  | Lancio del disco | 57,46 m   | 39°       | non qualificato | non qualificato |
| Dorian Scott  | Getto del peso   | 20,31 m   | 11° q     | 20,61 m         | 10°             |
| Travis Smikle | Lancio del disco | 61,85 m   | 20°       | non qualificato | non qualificato |

### Femminile
Eventi di corsa su pista e strada
| Atleta | Evento            | Batteria  | Batteria  | Quarti di finale | Quarti di finale | Semifinale      | Semifinale      | Finale          | Finale          |
| Atleta | Evento            | Risultato | Posizione | Risultato        | Posizione        | Risultato       | Posizione       | Risultato       | Posizione       |
| --- | ----------------- | --------- | --------- | ---------------- | ---------------- | --------------- | --------------- | --------------- | --------------- |
| Veronica Campbell-Brown                                                                                                   | 100 m             | Bye       | Bye       | 10"94            | 1ª Q             | 10"89           | 2ª Q            | 10.81           |                 |
| Veronica Campbell-Brown                                                                                                   | 200 m             | 22"75     | 3ª Q      | N.D.             | N.D.             | 22"32           | 1ª Q            | 22"38           | 4ª              |
| Christine Day | 400 m             | 51"05     | 2ª Q      | N.D.             | N.D.             | 51"19           | 4ª              | non qualificata | non qualificata |
| Brigitte Foster-Hylton | 100 m ostacoli    | 13"98     | 6ª        | N.D.             | N.D.             | non qualificata | non qualificata | non qualificata | non qualificata |
| Shelly-Ann Fraser-Pryce                                                                                                   | 100 m             | Bye       | Bye       | 11"00            | 1ª Q             | 10"85           | 1ª Q            | 10"75           |                 |
| Shelly-Ann Fraser-Pryce                                                                                                   | 200 m             | 22"71     | 1ª Q      | N.D.             | N.D.             | 22"34           | 2ª Q            | 22"09           |                 |
| Latoya Greaves | 100 m ostacoli    | DNS       | DNS       | N.D.             | N.D.             | non qualificata | non qualificata | non qualificata | non qualificata |
| Korene Hinds | 3000 m siepi      | 9'37"95   | 10ª       | N.D.             | N.D.             | N.D.            | N.D.            | non qualificata | non qualificata |
| Sherone Simpson | 200 m             | 22"97     | 3ª Q      | N.D.             | N.D.             | 22"71           | 6ª              | non qualificata | non qualificata |
| Kenia Sinclair | 800 m             | DNS       | DNS       | N.D.             | N.D.             | non qualificata | non qualificata | non qualificata | non qualificata |
| Kaliese Spencer | 400 m ostacoli    | 54"02     | 2ª Q      | N.D.             | N.D.             | 54"20           | 2ª Q            | 53"66           | 4ª              |
| Kerron Stewart | 100 m             | Bye       | Bye       | 11"08            | 3ª Q             | 11"04           | 4ª              | non qualificata | non qualificata |
| Melaine Walker | 400 m ostacoli    | 54"78     | 2ª Q      | N.D.             | N.D.             | 55"74           | 4ª              | non qualificata | non qualificata |
| Rosemarie Whyte | 400 m             | 50"90     | 2ª Q      | N.D.             | N.D.             | 50"98           | 3ª q            | 50"79           | 8ª              |
| Shermaine Williams | 100 m ostacoli    | 13"07     | 5ª q      | N.D.             | N.D.             | 12"83           | 3ª              | non qualificata | non qualificata |
| Novlene Williams-Mills | 400 m             | 50"88     | 1ª Q      | N.D.             | N.D.             | 49"91           | 3ª q            | 50"11           | 5ª              |
| Nickiesha Wilson | 400 m ostacoli    | 55"53     | 2ª Q      | N.D.             | N.D.             | 55"77           | 5ª              | non qualificata | non qualificata |
| Schillonie Calvert Veronica Campbell-Brown Shelly-Ann Fraser-Pryce Samantha Henry-Robinson Sherone Simpson Kerron Stewart | Staffetta 4×100 m | 42"37     | 2ª Q      | N.D.             | N.D.             | N.D.            | N.D.            | 41"41           |                 |
| Dominique Blake Christine Day Shereefa Lloyd Rosemarie Whyte Shericka Williams Novlene Williams-Mills                     | Staffetta 4×400 m | 3'25"13   | 1ª Q      | N.D.             | N.D.             | N.D.            | N.D.            | 3'20"95         |                 |

Eventi su campo
| Atleta            | Evento           | Qualifica | Qualifica | Finale          | Finale          |
| Atleta            | Evento           | Distanza  | Posizione | Distanza        | Posizione       |
| ----------------- | ---------------- | --------- | --------- | --------------- | --------------- |
| Allison Randall   | Lancio del disco | 58,06 m   | 29ª       | non qualificata | non qualificata |
| Trecia Smith      | Salto triplo     | 14,31 m   | 7ª q      | 14,35 m         | 7ª              |
| Kimberly Williams | Salto triplo     | 14,53 m   | 2ª Q      | 14,48 m         | 6ª              |

## Equitazione

### Concorso completo individuale
| Atleta          | Cavallo      | Gara        | Dressage | Dressage | Cross-country | Cross-country | Salto          | Salto          | Salto           | Salto           | Totale   | Totale |
| Atleta          | Cavallo      | Gara        | Dressage | Dressage | Cross-country | Cross-country | Qualificazione | Qualificazione | Finale          | Finale          | Totale   | Totale |
| Atleta          | Cavallo      | Gara        | Penalità | Pos.     | Penalità      | Pos.          | Penalità       | Pos.           | Penalità        | Pos.            | Penalità | Pos.   |
| --------------- | ------------ | ----------- | -------- | -------- | ------------- | ------------- | -------------- | -------------- | --------------- | --------------- | -------- | ------ |
| Samantha Albert | Carraig Dubh | Individuale | 67.20    | 69       | 54.00         | 59            | 21.00          | 51             | Non qualificata | Non qualificata | 142.20   | 51     |

## Nuoto
Femminile
| Atleta        | Evento            | Batterie | Batterie   | Semifinali      | Semifinali      | Finale          | Finale          |
| Atleta        | Evento            | Tempo    | Classifica | Tempo           | Classifica      | Tempo           | Classifica      |
| ------------- | ----------------- | -------- | ---------- | --------------- | --------------- | --------------- | --------------- |
| Alia Atkinson | 50 m stile libero | 25"98    | 37ª        | non qualificata | non qualificata | non qualificata | non qualificata |
| Alia Atkinson | 100 m rana        | 1'07"39  | 10ª Q      | 1'07"48         | 7ª Q            | 1'06"43         | 4ª              |
| Alia Atkinson | 200 m rana        | 2'28"77  | 27ª        | non qualificata | non qualificata | non qualificata | non qualificata |

## Taekwondo
Maschile
| Atleta          | Evento | Ottavi               | Quarti               | Semifinale           | Ripescaggio Turno 1  | Ripescaggio Turno 2  | Finale               | Classifica      |
| Atleta          | Evento | Avversario Risultato | Avversario Risultato | Avversario Risultato | Avversario Risultato | Avversario Risultato | Avversario Risultato | Classifica      |
| --------------- | ------ | -------------------- | -------------------- | -------------------- | -------------------- | -------------------- | -------------------- | --------------- |
| Kenneth Edwards | +80 kg | Liu X. (CHN) P (4-6) | non qualificato      | non qualificato      | non qualificato      | non qualificato      | non qualificato      | non qualificato |